# Georg Hermann Richerz (Geistlicher, 1756)
Georg Hermann Richerz (* 1. April 1756 in Lübeck; † 7. Juli 1791 in Hann. Münden) war ein deutscher lutherischer Geistlicher und Theologe.

## Leben
Richerz war Sohn des Lübecker Pastors Georg Hermann Richerz (1716–1767). Nach dem Studium in Göttingen und Leipzig wurde er ab 1779 Zweiter Universitätsprediger und Privatdozent an der Georg-August-Universität Göttingen. 1785 erhielt er eine Pfarrstelle in Harpstedt in der Grafschaft Hoya. 1788 wurde er Superintendent in Gifhorn. Er übersetzte den von Johann Benjamin Koppe mit Zusätzen und Anmerkungen versehenen Jesaja-Kommentar von Robert Lowth aus dem Englischen ins Deutsche (4 Bände, 1779–1781) und gab 1785 Ludwig Anton Muratoris Werk Über die Einbildungskraft des Menschen heraus.
Der Lübecker Bürgermeister Georg David Richerz war sein Bruder.

## Schriften
Mitverfasser einer Monografie über
- Ludwig Anton Muratori über die Einbildungskraft des Menschen / Mit vielen Zusätzen herausgegeben von Georg Hermann Richerz, Universitätsprediger in Göttingen; gemeinsam mit Georg Hermann Richerz, Ernst August Wilhelm von dem Bussche; Carl Rudolph August von Kielmannsegge, Gotthelf Dietrich von Ende, Ludwig Friedrich von Beulwitz, Christian Ludwig August von Arnßwaldt, Detlef Alexander von Wenkstern, Johann Friedrich Karl von Alvensleben, Erster Theil, 1785